# Legamento rotondo dell'utero
Nell'anatomia femminile il  legamento rotondo dell'utero (dal latino ligamentum teres uteri) è un cordone fibro-muscolare.

## Anatomia
Si tratta di una parte lunga circa 12–15 cm e con il diametro di 3–5 mm, si ritrova tra l'angolo laterale superiore dell'utero ed il sacco, proviene dal gubernaculum dell'ovario. Esso è formato da 3 parti: uterina, intra-legamentosa o pelvica e iliaca.
Il legamento rotondo dell'utero origina, da ciascun lato, dall'angolo supero-laterale dell'utero (ovvero dall'estremità rostrale dei margini laterali dell'utero dove esso riceve lo sbocco delle tube uterine), al davanti dell'angolo tubarico e si estende, contenuto nello spessore del legamento largo verso l'orifizio interno del canale inguinale.
Portandosi lateralmente solleva la lamina anteriore del legamento largo determinando la formazione di una piega peritoneale secondaria detta Ala Anteriore o Funicolare del legamento largo.
Nel suo decorso incrocia al davanti e superiormente i vasi e nervi otturatori, raggiunge ed incrocia a livello dello stretto superiore i vasi iliaci esterni e prima di impegnare l'orifizio interno del canale inguinale incrocia i vasi epigastrici inferiori che costeggiano il margine mediale di tale orifizio.
Impegna il canale inguinale avvolto in una guaina di dipendenza della fascia trasversa dell'addome e raggiunto l'orifizio esterno o sottocutaneo del canale inguinale termina sfioccandosi nel corpo adiposo del grande labbro.
Nel suo decorso cede fascetti connettivali che si fissano al tubercolo pubico e al muscolo pettineo.